# Marco Zoro
Marco André Zoro Kpolo (Abidjan, 1983. december 27. –) elefántcsontparti válogatott labdarúgó.

## Válogatott góljai
|   | Időpont          | Helyszín     | Ellenfél | Gólok | Eredmény | Kiírás                          |
| - | ---------------- | ------------ | -------- | ----- | -------- | ------------------------------- |
| 1 | 2008. január 29. | Accra, Ghána | Mali     | 2–0   | 3–0      | 2008-as afrikai nemzetek kupája |

## Külső hivatkozások
- Marco Zoro Transfermarkt
- Stats at Tutto Calciatori
- Marco Zoro adatlapja a footballzz.co.uk oldalán

- Marco Zoro adatlapja a ForaDeJogo oldalán
- Marco Zoro adatlapja a National-Football-Teams.com oldalon (angolul)

- Marco Zoro – a FIFA adatbázisában
- Marco Zoro adatlapja a Soccerway oldalon (angolul)